# 日本剣道形
日本剣道形（にほんけんどうかた）は、剣道における形稽古。単に剣道形（けんどうかた）、形（かた）とも呼ばれる。

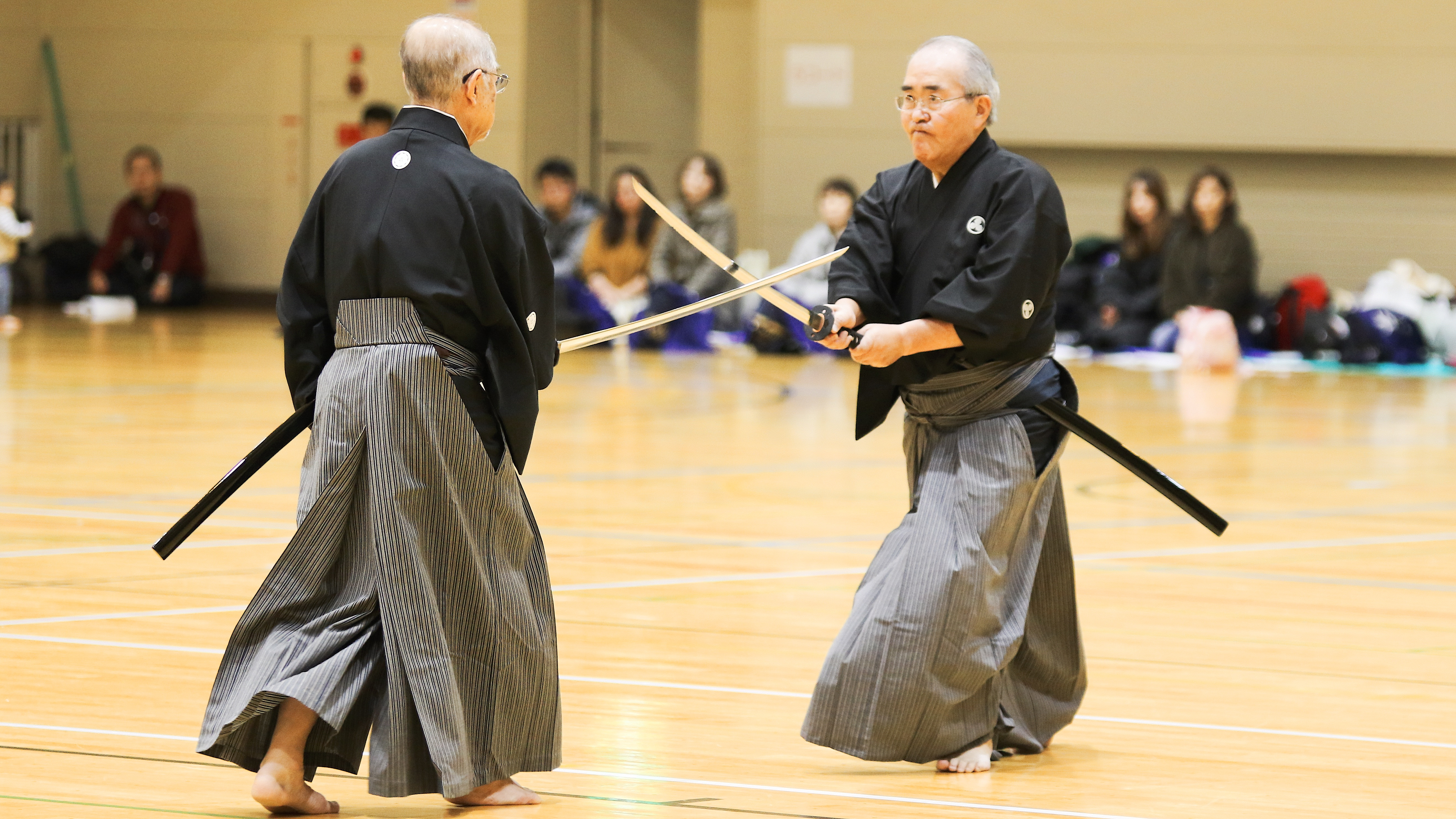
太刀の形 三本目 突き返し突き

## 概要
剣術各流派の集合組織である大日本武徳会において、25名の制定委員の議論を経て、大正元年（1912年）に制定された。剣道における礼法、目付、構え、姿勢、呼吸、太刀筋、間合、気位、足さばき、残心等の習得のために稽古する。
制定委員が当時の剣術の大家であったことや、大日本武徳会の剣道が発展し剣術各流派が衰退した歴史的経緯もあり、各流派を統一した形であるとして聖典視される向きがあるが、実際は中等学校の剣道教育用に最も基本的な動作を選んで制定された形である。
剣道形と竹刀稽古は車の両輪にたとえられ、いずれも体得が必須とされているが、現在、剣道形は昇段審査や公開演武のときだけ付け焼刃で稽古されることが多く、竹刀稽古に比べて軽視されている。そのため、近年は日本剣道形の大会（2組で演武を行い、どちらの組がより優れた演武を行ったかを審判する）も試みられている。

## 歴史

### 大日本武徳会剣術形
明治時代後期に、大日本武徳会は剣術の普及発展を図るため、流派を超越した共通の形を制定することを決定し、明治39年（1906年）7月、渡辺昇を主任とする7名を委員に任じた。
- 委員　太字は主任

| 氏名       | 称号 | 流派       | 府県   |
| ---------- | ---- | ---------- | ------ |
| 渡辺昇     | 範士 | 神道無念流 | 東京府 |
| 柴江運八郎 | 範士 | 神道無念流 | 長崎県 |
| 三橋鑑一郎 | 範士 | 武蔵流     | 京都府 |
| 得能関四郎 | 範士 | 直心影流   | 東京府 |
| 坂部大作   | 範士 | 鏡心明智流 | 愛知県 |
| 根岸信五郎 | 範士 | 神道無念流 | 東京府 |
| 阿部守衛   | 範士 | 直心影流   | 岡山県 |

渡辺昇が案を作り、他の委員と数回の検討が行なわれた。同年8月13日に大日本武徳会会長大浦兼武に答申し、総裁小松宮彰仁親王の決裁を得て、同年12月下旬に「大日本武徳会剣術形」として発表された。天・地・人（上段・中段・下段）の3本の形であった。しかし、委員は社会的地位の高い渡辺に遠慮があり、議論が不十分のまま決定されたという。その結果、満足しない者が多く、この形はあまり普及しなかった。

### 大日本帝国剣道形
明治44年（1911年）7月、文部省は柔道・剣道を中等学校の正科に加えることを決定した。東京高等師範学校で開催された中等教員講習会において責任者の嘉納治五郎は、より統一的、普遍的な形の必要性を強調し、大日本武徳会は全国を東京、京都、近畿、東海、関東、東北、北陸、中国、四国、九州、台湾の11方面に分け、教士の人員に応じて各1名または2名の代表者を選出し、25名からなる調査委員会を発足させた。
- 委員　太字は主査

| 氏名       | 称号 | 流派               | 府県           |
| ---------- | ---- | ------------------ | -------------- |
| 根岸信五郎 | 範士 | 神道無念流         | 東京府         |
| 辻真平     | 範士 | 心形刀流           | 佐賀県         |
| 門奈正     | 教士 | 北辰一刀流         | 武徳会本部     |
| 内藤高治   | 教士 | 北辰一刀流         | 武徳会本部     |
| 高野佐三郎 | 教士 | 小野派一刀流       | 東京高師       |
| 柴江運八郎 | 範士 | 神道無念流         | 長崎県         |
| 真貝忠篤   | 範士 | 田宮流             | 東京府         |
| 和田傳     | 範士 | 新陰流             | 熊本県         |
| 湊辺邦治   | 教士 | 山口流             | 武徳会本部     |
| 木村敷秀   | 教士 | 直心影流           | 東京高師       |
| 太田弥龍   | 教士 | 直心影流           | 京都府         |
| 矢野勝治郎 | 教士 | 直心影流           | 京都府         |
| 柴田衛守   | 教士 | 鞍馬流             | 東京府         |
| 中山博道   | 教士 | 神道無念流         | 東京府         |
| 高橋赳太郎 | 教士 | 無外流、津田一伝流 | 近畿、兵庫県   |
| 田中厚     | 教士 | 北辰一刀流         | 東海、愛知県   |
| 小澤一郎   | 教士 | 北辰一刀流         | 関東、茨城県   |
| 星野仙蔵   | 教士 | 小野派一刀流       | 関東、埼玉県   |
| 小関教政   | 教士 | 無刀流             | 東北、山形県   |
| 上村信夫   | 教士 | 貫心流             | 北陸、新潟県   |
| 二宮久     | 教士 | 新陰流             | 中国、山口県   |
| 川崎善三郎 | 教士 | 無外流             | 四国、高知県   |
| 佐々木正宜 | 教士 | 水府流             | 九州、鹿児島県 |
| 浅野一摩   | 教士 | 津田一伝流         | 九州、福岡県   |
| 富山円     | 教士 | 直心影流           | 台湾           |

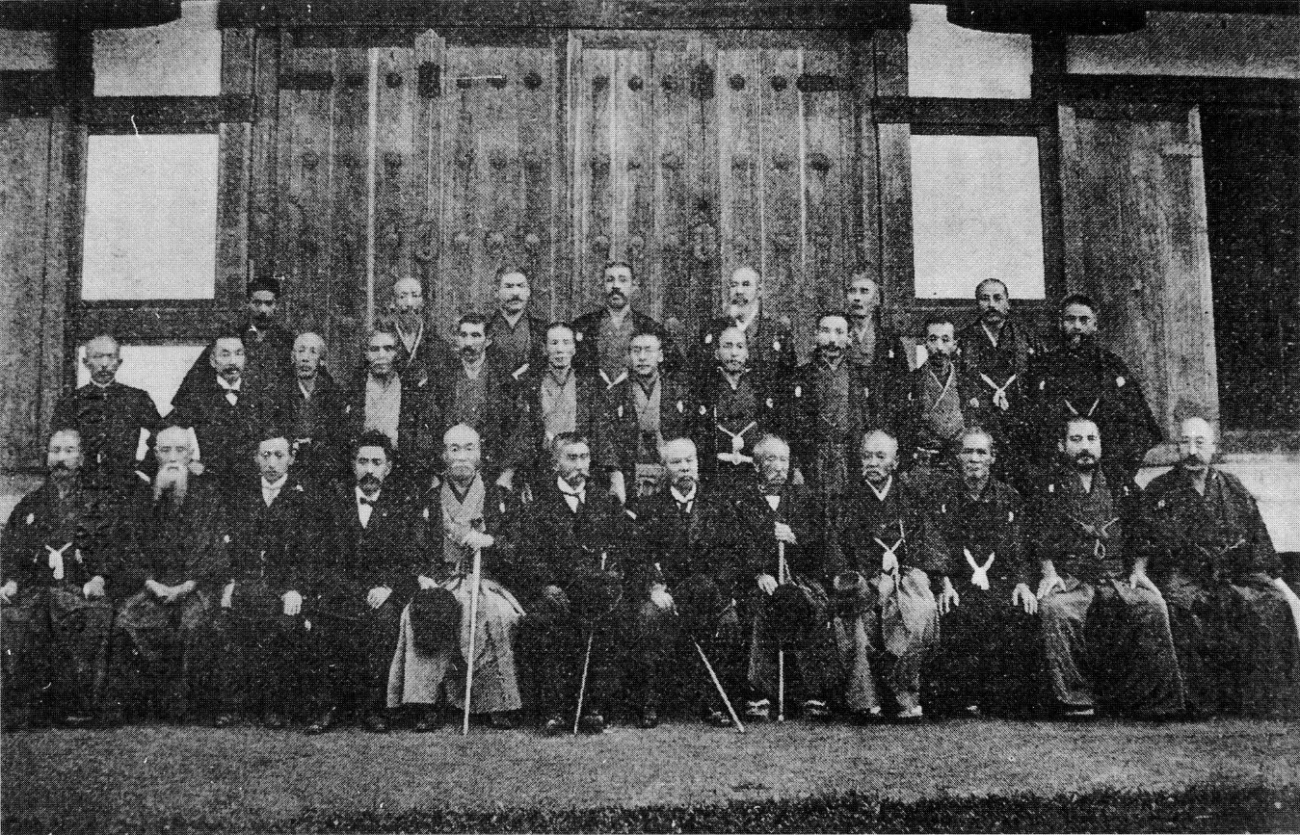
大日本帝国剣道形制定委員および大日本武徳会役員

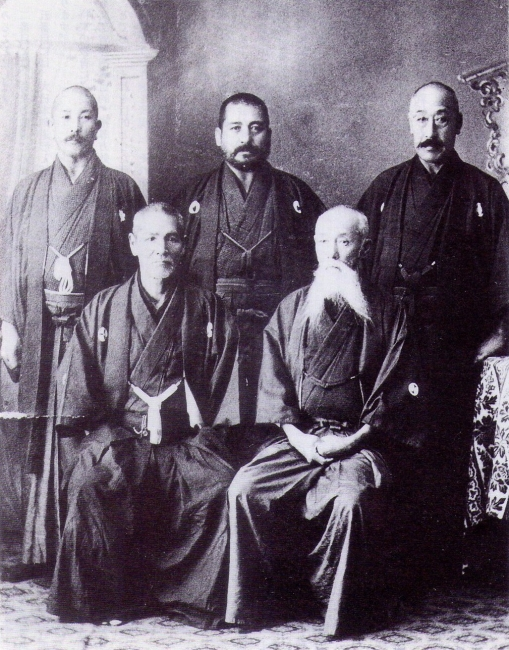
大日本帝国剣道形制定主査委員。前列右から根岸信五郎、辻真平、後列右から門奈正、内藤高治、高野佐三郎。

大日本武徳会剣術形を基として草案形の制作が始められたが、各流の意見を統一することは難航を極め、委員たちは自流の形を少しでも取り入れようとして、激しい議論となった。主査の一人高野佐三郎は懐に短刀を蔵し、自分の意見が容れられないときは、刺し違えて死ぬ覚悟で会議に臨んだという。
約1年間の討議を経て、大正元年（1912年）10月に太刀の形7本、小太刀の形3本の計10本で構成される「大日本帝国剣道形」が発表された。同時に、「他日もし改正を要する点を発見して、多数の輿論たるを認むるにいたらば、本会は再び調査会を開催するに吝かならざるべし」と表明された。
普及が進むにつれて、解釈に異同が生じたため、大正6年（1917年）に註が加えられた。さらに昭和8年（1933年）に増補加註された。

### 日本剣道形
昭和27年（1952年）、全日本剣道連盟が発足すると、名称を「日本剣道形」に改めた。昭和56年（1981年）、全日本剣道連盟が日本剣道形原本の文章表現を現代かなづかいに改め、『日本剣道形解説書』を作成して、現在まで公式の教本としている。

## 内容
種類としては太刀の形7本、小太刀の形3本の計10本で構成されている。打太刀は「師の位」、仕太刀は「弟子の位」とされ、上級者（年配者）が打太刀、下級者（若輩者）が仕太刀をとる。下記には構えを記しておくが、剣道修行者は、下記のようには表現はしない。剣道修行者は下記の括弧内のように表現することがある。
- 太刀七本　打太刀　　　仕太刀
  - 一本目：左上段　対　右上段　（面抜き面）

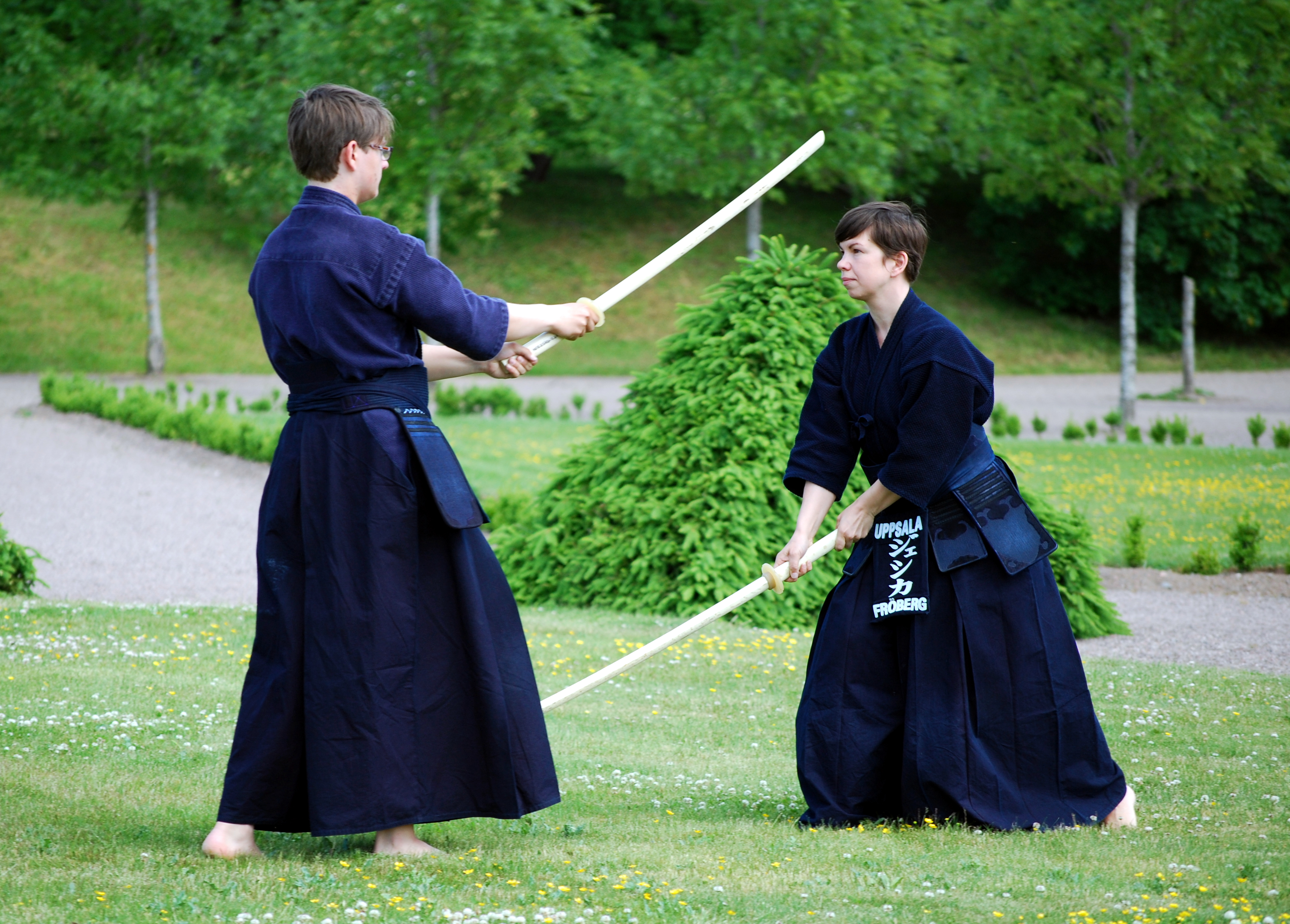
太刀の形 一本目 面抜き面

  - 二本目：正眼　　対　正眼　（籠手抜き籠手）
  - 三本目：下段　　対　下段　（突き返し突き）
  - 四本目：八相　　対　脇構　（突き返し面）
  - 五本目：左上段　対　正眼　（面擦り上げ面）
  - 六本目：正眼　　対　下段　（籠手擦り上げ籠手）
  - 七本目：正眼　　対　正眼　（抜き胴）
- 小太刀三本
  - 一本目：左上段　対　小太刀
  - 二本目：下段　　対　小太刀
  - 三本目：正眼　　対　下段

## 演武

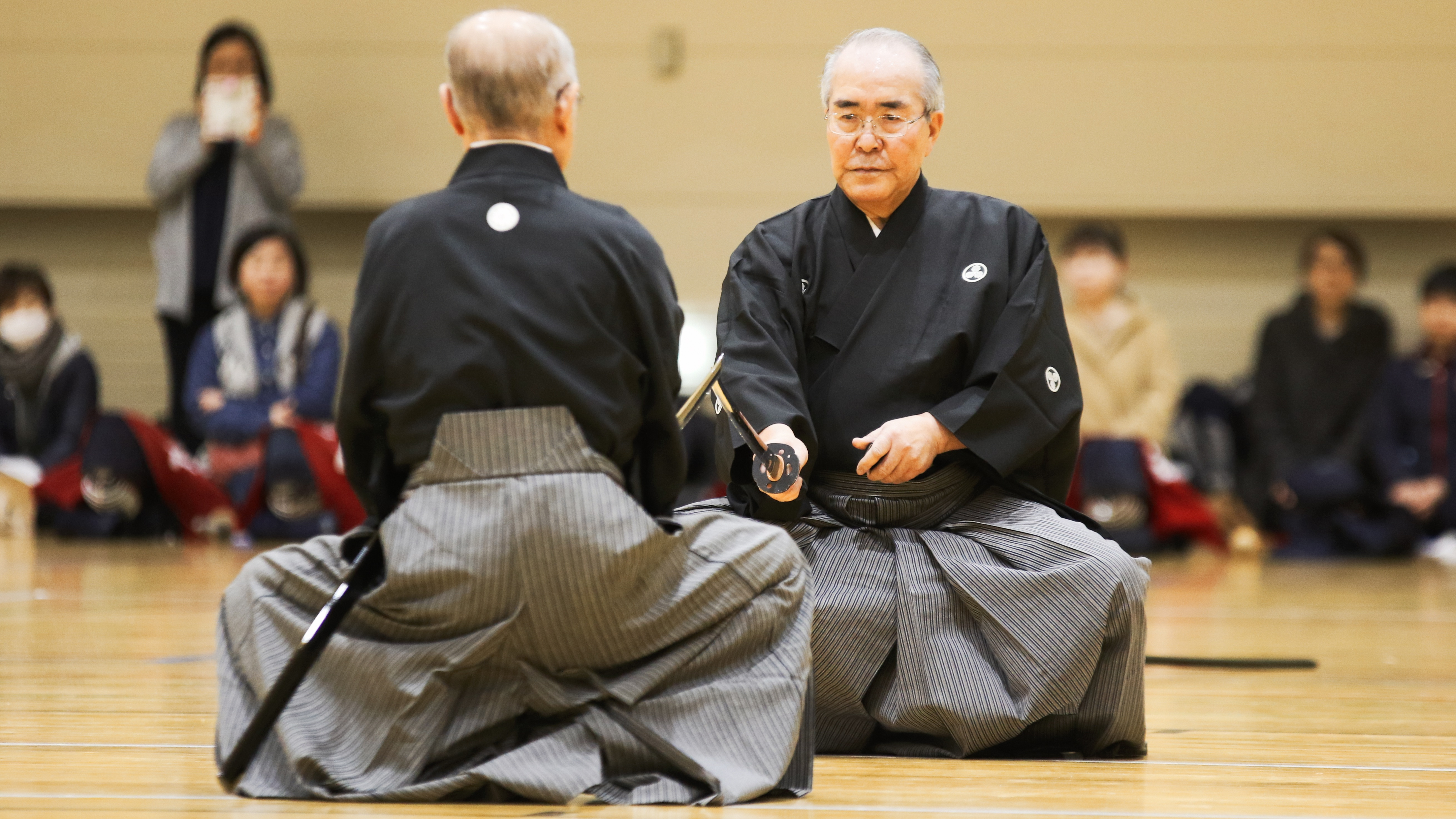
紋付・袴で正装し、鞘から刃引きの真剣を抜刀する。

平素の稽古では剣道着、木刀を使用するが、公開演武の際は五つ紋付に仙台平の袴を着け（足袋・羽織・襷は着けない）、真剣の刃引きを使用する。ただし現在は模擬刀を使用することが一般的である。
互いに刀、仕太刀は小刀をも右手に持ち、打太刀が先頭になって入場。打太刀、仕太刀ともに向かい合って正座し一礼、ともに大刀を腰に差す（下緒は使わない）。このときはまだ小刀は差さない。打太刀から立ち上がり、打太刀、仕太刀を結ぶ線が正面と平行になるように両者は立ち、かつ両者の間合いは九歩の間合いになるようにする。両者が向かい合ったところで正面を向き一礼、その後両者向き合って一礼を交わし、三歩で一足一刀の間合いまで近づき､刀（又は木刀）を抜きながら剣先を合わせ蹲踞、立ちあがって構えを解き、五歩で九歩の間合いまで退く。また刀を構え、三歩で一足一刀の間合いに入り、一本目を行う。行い終わったら蹲踞をせずに五歩で九歩の間合いに戻り、以下同じ要領で七本目まで繰り返す。その後、小太刀の形を三本行い、最後は蹲踞し刀を収め五歩で九歩の間まで戻って互いに礼をし、正面に礼をして終了となる。

## 剣道形に対する評価
- 内藤高治

- 高野佐三郎

- 中山博道

- 好村兼一